# جيمس وير (جراح)
جيمس وير (بالإنجليزية: James Ware) (8 يوليو 1941 - 9 أكتوبر 2015) جراح ومعلم طبي بريطاني. والتحق بمعهد كارولينسكا في السبعينيات والثمانينيات، ثم عمل أستاذًا في جامعة الإمارات العربية المتحدة، والجامعة الطبية الدولية، وجامعة فيتووترزراند، والجامعة الصينية في هونغ كونغ ، وجامعة الكويت. اشتهر جيمس بعمله في عدد من المجالات الجراحية، إلا أن عمله العلمي تركز كثيرًا على مجال التعليم الطبي الجديد، إذ أصبح مشهورًا به.

## حياته المهنية
هو ابن مارتن وير محرر المجلة الطبية البريطانية، والتحق بمدرسة برايانستون ودرس الطب في جامعة كامبريدج وتخرج في عام 1966. ثم تدرب جراحًا وأصبح زميلًا في الكلية الملكية للجراحين في عام 1971. وعمل جراحًا في مستشفى تشارينغ كروس حتى عام 1974.
انتقل بعد ذلك إلى معهد كارولينسكا في السويد، إذ أصبح أستاذًا مشاركًا في الجراحة. وفي عام 1989 أصبح أستاذًا في طب الطوارئ والرعاية الحرجة في جامعة الإمارات العربية المتحدة. وعمل أستاذًا ورئيس قسم العلوم السريرية في الجامعة الطبية الدولية في كوالالمبور 1996-2000. وعمل أستاذًا في جامعة فيتووترزراند في جوهانسبرغ من عام 2000 إلى عام 2003 وفي الجامعة الصينية في هونج كونج من عام 2003 إلى عام 2006. منذ عام 2000 اعتنى جيمس بمجال التعليم الطبي الناشئ اعتناءً كبيرًا، وأصبح ذا شهرة دولية في هذا المجال.
وكان أستاذًا ومديرًا للتعليم الطبي في جامعة الكويت من عام 2006 حتى عام 2011.